# Venezuela en la Copa América 2015
La selección de fútbol de Venezuela fue uno de los doce equipos participantes de la Copa América 2015, torneo que se llevó a cabo entre el 11 de junio al 4 de julio de 2015 en Chile. El seleccionado venezolano disputó su decimosexta Copa América. En el sorteo realizado el 24 de noviembre de 2014 en Viña del Mar, la selección venezolana quedó emparejada en el Grupo C junto a Brasil, Colombia y Perú.

## Antecedentes
La selección de fútbol de Venezuela disputará su decimosexta Copa América. En la anterior edición de la Copa América celebrada en Argentina, Venezuela avanzó hasta las semifinales donde fueron eliminados por la selección de Paraguay al empatar 0:0 y ser derrotados finalmente 3:5 en penaltis. Posteriormente caerían 1:4 ante Perú por el partido por el tercer lugar, siendo esta la mejor participación en el torneo del combinado nacional.

## Preparación
El 10 de diciembre de 2014 el entrenador Noel Sanvicente presentó su esquema para el año 2015, en vistas a la Copa América a celebrarse en Chile. Destacó que en su corta gestión, a finales de 2014, se utilizaron 63 jugadores, de los cuales 12 fueron juveniles y 51 profesionales.
La preparación de la selección venezolana empezó a principios del año, cuando disputaron dos amistosos ante Honduras, uno en San Pedro Sula y otro en Barinas, ambos saldados con victorias.
| Fecha                 | Ciudad         | Competición | Local     |                      | Resultado |                      | Visitante | N.º |
| --------------------- | -------------- | ----------- | --------- | -------------------- | --------- | -------------------- | --------- | --- |
| 4 de febrero de 2015  | San Pedro Sula | Amistoso    | Honduras  | Bandera de Honduras  | 2:3 (0:1) | Bandera de Venezuela | Venezuela | 344 |
| 11 de febrero de 2015 | Barinas        | Amistoso    | Venezuela | Bandera de Venezuela | 2:1 (1:1) | Bandera de Honduras  | Honduras  | 345 |
| 27 de marzo de 2015   | Bahía Montego  | Amistoso    | Jamaica   | Bandera de Jamaica   | 2:1 (1:1) | Bandera de Venezuela | Venezuela | 346 |
| 31 de marzo de 2015   | Miami          | Amistoso    | Perú      | Bandera de Perú      | 0:1 (0:0) | Bandera de Venezuela | Venezuela | 347 |

## Convocatoria
Lista definitiva de 23 jugadores convocados para la Copa América 2015, que se disputará en Chile.
| N.º | Nombre              | Posición       | Edad    | PJ  | Goles | Club                      |
| --- | ------------------- | -------------- | ------- | --- | ----- | ------------------------- |
| 1   | Alain Baroja        | Portero        | 35 años | 6   | 0     | Caracas                   |
| 12  | Dani Hernández      | Portero        | 39 años | 20  | 0     | C. D. Tenerife            |
| 23  | Wuilker Faríñez     | Portero        | 27 años | 0   | 0     | Caracas                   |
| 2   | Wilker Ángel        | Defensa        | 32 años | 1   | 1     | Deportivo Táchira F. C.   |
| 3   | Andrés Túñez        | Defensa        | 38 años | 14  | 0     | Buriram United F. C.      |
| 4   | Oswaldo Vizcarrondo | Defensa        | 40 años | 62  | 7     | F. C. Nantes              |
| 5   | Fernando Amorebieta | Defensa        | 40 años | 14  | 1     | Fulham F. C.              |
| 6   | Gabriel Cichero     | Defensa        | 41 años | 59  | 3     | C. D. Mineros de Guayana  |
| 16  | Roberto Rosales     | Defensa        | 36 años | 56  | 0     | RCD Espanyol              |
| 20  | Grenddy Perozo      | Defensa        | 41 años | 43  | 2     | A. C. Ajaccio             |
| 8   | Tomás Rincón        | Centrocampista | 37 años | 61  | 0     | Genoa C. F. C.            |
| 10  | Ronald Vargas       | Centrocampista | 38 años | 19  | 3     | AEK Atenas F. C.          |
| 11  | César González      | Centrocampista | 42 años | 60  | 5     | Deportivo Táchira F. C.   |
| 13  | Luis Manuel Seijas  | Centrocampista | 38 años | 56  | 2     | Independiente Santa Fe    |
| 14  | Franklin Lucena     | Centrocampista | 44 años | 59  | 2     | Deportivo La Guaira F. C. |
| 15  | Alejandro Guerra    | Centrocampista | 39 años | 46  | 3     | Club Atlético Nacional    |
| 18  | Juan Arango         | Centrocampista | 45 años | 125 | 22    | Libre                     |
| 19  | Rafael Acosta       | Centrocampista | 36 años | 10  | 0     | C. D. Mineros de Guayana  |
| 22  | Jhon Murillo        | Centrocampista | 30 años | 1   | 1     | S. L. Benfica             |
| 7   | Miku                | Delantero      | 39 años | 49  | 11    | Rayo Vallecano            |
| 9   | Salomón Rondón      | Delantero      | 35 años | 41  | 13    | F. C. Zenit               |
| 17  | Josef Martínez      | Delantero      | 32 años | 19  | 3     | Torino F. C.              |
| 21  | Gelmin Rivas        | Delantero      | 35 años | 3   | 0     | Deportivo Táchira F. C.   |
| DT  | Noel Sanvicente     | Entrenador     | 60 años | 10  | 12    |                           |

Actualizado el 21 de junio de 2015.

## Participación

### Partidos
| Fecha       | Lugar      | Instancia      |          |                     | Resultado |                      |           |
| ----------- | ---------- | -------------- | -------- | ------------------- | --------- | -------------------- | --------- |
| 14 de junio | Rancagua   | Fase de grupos | Colombia | Bandera de Colombia | 0:1 (0:0) | Bandera de Venezuela | Venezuela |
| 18 de junio | Valparaíso | Fase de grupos | Perú     | Bandera de Perú     | 1:0 (0:0) | Bandera de Venezuela | Venezuela |
| 21 de junio | Santiago   | Fase de grupos | Brasil   | Bandera de Brasil   | 2:1 (1:0) | Bandera de Venezuela | Venezuela |

### Grupo C

Disposición táctica de los equipos.

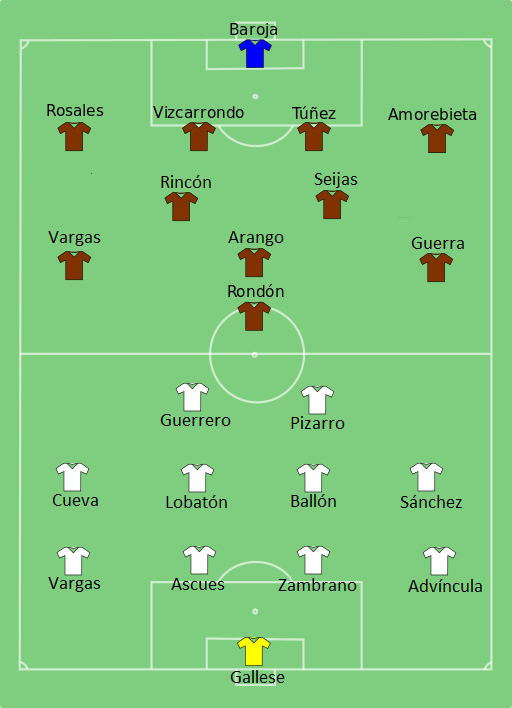
Disposición táctica de los equipos.

| Selección | Pts. | PJ | PG | PE | PP | GF | GC | Dif |
| --------- | ---- | -- | -- | -- | -- | -- | -- | --- |
| Brasil    | 6    | 3  | 2  | 0  | 1  | 4  | 3  | 1   |
| Perú      | 4    | 3  | 1  | 1  | 1  | 2  | 2  | 0   |
| Colombia  | 4    | 3  | 1  | 1  | 1  | 1  | 1  | 0   |
| Venezuela | 3    | 3  | 1  | 0  | 2  | 2  | 3  | -1  |

| 14 de junio, 16:00 | Colombia | 0:1 Detalle | Venezuela  | Estadio El Teniente, Rancagua                            |                                                          |
|                    |          | Reporte     | Rondón 59' | Asistencia: 12 387 espectadores Árbitro(s): Andrés Cunha | Asistencia: 12 387 espectadores Árbitro(s): Andrés Cunha |

| Amonestado | 18' | Luis Manuel Seijas  |
| Amonestado | 25' | Fernando Amorebieta |
| Amonestado | 74' | Franklin Lucena     |
| Amonestado | 83' | Oswaldo Vizcarrondo |

| 14 | MED | Franklin Lucena | 75' | Luis Manuel Seijas | MED | 13 |
| 11 | MED | César González  | 78' | Ronald Vargas      | MED | 10 |
| 6  | DEF | Gabriel Cichero | 85' | Juan Arango        | MED | 18 |

| Tiros:             | 8  |
| Tiros al arco:     | 3  |
| Faltas:            | 24 |
| Saques de esquina: | 2  |
| Fueras de juego:   | 1  |

| 18 de junio de 2015, 20:30 | Perú        | 1:0 Detalle | Venezuela | Estadio Elías Figueroa, Valparaíso                      |                                                         |
|                            | Pizarro 71' | Reporte     |           | Asistencia: 15 542 espectadores Árbitro(s): Raúl Orosco | Asistencia: 15 542 espectadores Árbitro(s): Raúl Orosco |

| Expulsado  | 30' | Fernando Amorebieta |
| Amonestado | 88' | Gabriel Cichero     |

| 6  | DEF | Gabriel Cichero | 37' | Ronald Vargas      | MED | 10 |
| 17 | DEL | Josef Martínez  | 73' | Juan Arango        | MED | 18 |
| 7  | DEL | Miku            | 82' | Luis Manuel Seijas | MED | 13 |

| Tiros:             | 2  |
| Tiros al arco:     | 2  |
| Faltas:            | 13 |
| Saques de esquina: | 1  |
| Fueras de juego:   | 2  |

| 21 de junio de 2015, 18:30 | Brasil                 | 2:1 Detalle | Venezuela | Estadio Monumental, Santiago de Chile                       |                                                             |
|                            | Silva 8' · Firmino 51' | Reporte     | Miku 85'  | Asistencia: 33 284 espectadores Árbitro(s): Enrique Cáceres | Asistencia: 33 284 espectadores Árbitro(s): Enrique Cáceres |

| Amonestado | 30'   | Ronald Vargas      |
| Amonestado | 45+2' | Luis Manuel Seijas |
| Amonestado | 88'   | Andrés Túñez       |

| 11 | MED | César González | 46' | Luis Manuel Seijas | MED | 13 |
| 17 | DEL | Josef Martínez | 46' | Ronald Vargas      | MED | 10 |
| 7  | DEL | Miku           | 72' | Alejandro Guerra   | MED | 15 |

| Tiros:             | 10 |
| Tiros al arco:     | 5  |
| Faltas:            | 14 |
| Saques de esquina: | 3  |
| Fueras de juego:   | 2  |

## Estadísticas

### Clasificación general
| Pos. | Selección | Gr. | Pts. | PJ | PG | PE | PP | GF | GC | Dif | Rend.  |
| ---- | --------- | --- | ---- | -- | -- | -- | -- | -- | -- | --- | ------ |
| 1    | Chile     | A   | 14   | 6  | 4  | 2  | 0  | 13 | 4  | +9  | 77.78% |
| 2    | Argentina | B   | 12   | 6  | 3  | 3  | 0  | 10 | 3  | +7  | 66.67% |
| 3    | Perú      | C   | 10   | 6  | 3  | 1  | 2  | 8  | 5  | +3  | 55.56% |
| 4    | Paraguay  | B   | 6    | 6  | 1  | 3  | 2  | 6  | 12 | -6  | 33.33% |
| 5    | Brasil    | C   | 7    | 4  | 2  | 1  | 1  | 5  | 4  | +1  | 58.33% |
| 6    | Colombia  | C   | 5    | 4  | 1  | 2  | 1  | 1  | 1  | 0   | 41.67% |
| 7    | Uruguay   | B   | 4    | 4  | 1  | 1  | 2  | 2  | 3  | -1  | 33.33% |
| 8    | Bolivia   | A   | 4    | 4  | 1  | 1  | 2  | 4  | 10 | -6  | 33.33% |
| 9    | Venezuela | C   | 3    | 3  | 1  | 0  | 2  | 2  | 3  | -1  | 33.33% |
| 10   | Ecuador   | A   | 3    | 3  | 1  | 0  | 2  | 4  | 6  | -2  | 33.33% |
| 11   | México    | A   | 2    | 3  | 0  | 2  | 1  | 4  | 5  | -1  | 22.22% |
| 12   | Jamaica   | B   | 0    | 3  | 0  | 0  | 3  | 0  | 3  | -3  | 0%     |

| Jugador             | Goles | PJ |
| ------------------- | ----- | -- |
| Miku                | 1     | 2  |
| José Salomón Rondón | 1     | 3  |

| Jugador          | Asistencias | PJ |
| ---------------- | ----------- | -- |
| Alejandro Guerra | 1           | 3  |